# Collin Lake 223
Pour les articles homonymes, voir Collin.
Collin Lake 223 est une réserve indienne de la Première Nation crie de Mikisew située en Alberta au Canada.

## Géographie
Collin Lake 223 est située sur la côte nord du lac Collin dans le coin nord-est de l'Alberta. La réserve couvre une superficie de 36,4 hectares. Elle est inhabitée.